# Walter E. Bryant
Walter Pierce E. Bryant (Sonoma, 14 januari 1861 – San Francisco, 21 mei 1905) was een Amerikaanse dierkundige vooral ornitholoog en mammaloog, die zich vooral bezig hield met de fauna van de Noord-Amerikaanse westkust.

## Jeugd en opleiding
Walter E. Bryant werd geboren als zoon van Daniel Sharp en Susan H. Byrant. Op vierjarige leeftijd verhuisde hij met zijn ouders naar Oakland in Californië en bleef daar tot 1896, voordat hij weer verhuisde naar Santa Rosa. Zijn schooltijd bracht hij eerst door in een particuliere school en daarna in de openbare school van Oakland. Reeds als kind toonde hij interesse voor de natuur. Bovendien kreeg hij op zevenjarige leeftijd een geweer cadeau van zijn vader, waarmee hij moest leren omgaan. Hij verzamelde insecten en vogeleieren en begon ook vogels te prepareren. In 1884 leerde hij bij William T. Hornaday hoe zoogdieren moesten worden geprepareerd en alle andere aspecten van het vak van conservator bij het National Museum en het Museum of Comparative Zoology.

## Carrière
In 1886 werd Bryant conservator aan de California Academy of Sciences en bleef dit tot 1894. Hij ondernam talrijke reizen en verzamelexpedities, zoals in 1883 naar Oregon, in 1894 en een verdere keer in 1895/1896 naar het eiland Guadeloupe, in 1887/1988 door Californië en naar Nevada, in 1889 naar Neder-Californië en in de Magdalena Bay, in 1890 in de Golfregio en opnieuw naar Neder-Californië, in 1892 naar Santa Rosa del Cabo, in 1901 naar Centraal-Amerika, in 1902/1903 naar Alaska en in 1904/1905 naar San Blas in Mexico. In 1888 werd hij lid van de American Ornithologists' Union. In 1889 was hij medeoprichter en eerste voorzitter van de California Ornithological Club, die later overging in de Cooper Ornithological Club en waar hij in 1894 als erelid werd benoemd.

## Nalatenschap
Bryant publiceerde talrijke artikelen in wetenschappelijke tijdschriften, vooral tussen 1887 en 1889 in de Proceedings of the Californian Academy of Sciences en tussen 1890 en 1893 in de Zoe. Zijn artikelen betreffen observaties en onderzoeken aan de vogel- en zoogdierfauna van het Noord-Amerikaanse westen. Hij publiceerde bovendien diverse nieuwe diersoorten. Zo beschreef hij onder ander de zoogdieren Spermophilus atricapillus (een eekhoorn) en de zwarte ezelhaas (Lepus insularis). Verder beschreef hij een nieuwe vogelsoort, het guadalupestormvogeltje (Oceanodroma macrodactyla).